# Calyptratae
Calyptratae là một phân nhánh côn trùng trong bộ Hai cánh.

## Hình ảnh

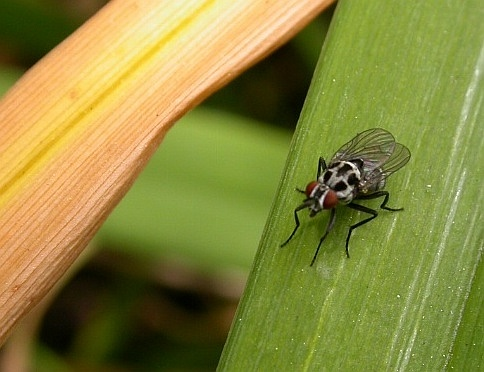
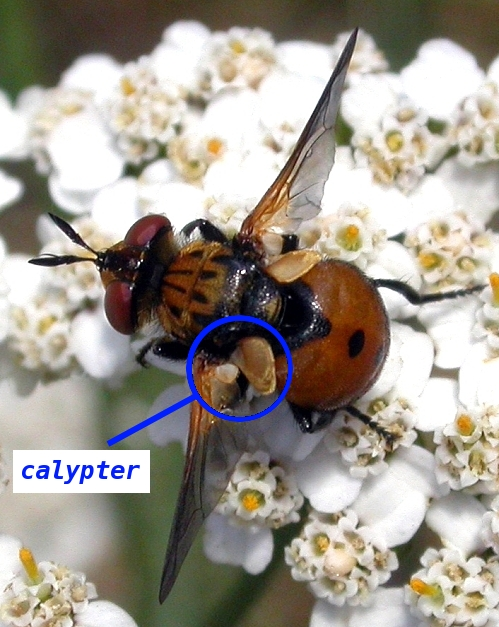

## Phân nhánh
- - Liên họ Muscoidea
    - Anthomyiidae -
    - Fanniidae
    - Muscidae -
    - Scathophagidae -

  - Liên họ Oestroidea
    - Calliphoridae
    - Mystacinobiidae
    - Oestridae
    - Rhinophoridae
    - Sarcophagidae
    - Tachinidae

  - Liên họ Hippoboscoidea
    - Glossinidae
    - Hippoboscidae
    - Mormotomyiidae
    - Nycteribiidae
    - Streblidae